# توماس هرستين
توماس هرستين (بالهولندية: Thomas Horsten)‏ (5 يناير 1994 في هولندا - ) هو لاعب كرة قدم هولندي في مركز الوسط. لعب مع إف سي آيندهوفن ونادي آيندهوفن وJong PSV ‏ وCavese 1919 ‏.

## روابط خارجية
- توماس هرستين على موقع قاعدة بيانات كرة القدم.إي يو (الإنجليزية)
- توماس هرستين على موقع Soccerway.com (الإنجليزية)